# Xã Spring River, Quận Randolph, Arkansas
Xã Spring River (tiếng Anh: Spring River Township) là một xã thuộc quận Randolph, tiểu bang Arkansas, Hoa Kỳ. Năm 2010, dân số của xã này là 344 người.